# Zbigniew Lubiejewski
Zbigniew Lubiejewski (Bartoszyce, 6 de novembro de 1949) é um ex-jogador de voleibol da Polônia que competiu nos Jogos Olímpicos de 1976.
Em 1976, ele fez parte da equipe polonesa que conquistou a medalha de ouro no torneio olímpico, no qual jogou em todas as seis partidas.